# Виноградовка (Тайыншинский район)
Виноградовка (каз. Виноградовка) — село в Тайыншинском районе Северо-Казахстанской области Казахстана. Входит в состав Мироновского сельского округа. Находится примерно в 5 км к востоку от города Тайынша, административного центра района, на высоте 163 метров над уровнем моря. Код КАТО — 596064300.

## Население
В 1999 году численность населения села составляла 328 человек (156 мужчин и 172 женщины). По данным переписи 2009 года в селе проживало 235 человек (121 мужчина и 114 женщин).